# Rosa selvaggia
Rosa selvaggia (Rosa salvaje) è una telenovela messicana prodotta da Televisa nel 1987. 
Gli attori principali sono Verónica Castro, che interpreta la protagonista, Guillermo Capetillo, Laura Zapata, Liliana Abud. Il ruolo di Lionella è interpretato inizialmente da Edith González e poi da Felicia Mercado.
In Italia è stata trasmessa in prima visione da Rete A nel 1988, la versione italiana vede Cinzia De Carolis prestare la voce a Verónica Castro.

## Trama
Rosa García è una ragazza molto povera che vive nel quartiere La piccola Shanghai, nella periferia di Città del Messico insieme alla madrina Mamma Tommasa. Rosa è una ragazza selvaggia che si lava poco e si veste e si comporta come un ragazzo. 
Riccardo Linares è un uomo ricco e scapolo che vive con suo fratello Ruggero e con le sue due sorellastre, Candida e Dorina, le quali vogliono che lui si sposi con Leonela Villareal, una ragazza bella e ricca, ma lui non è interessato al matrimonio.
Un giorno, esasperato dalle sue sorelle, annuncia che sposerà la prima ragazza che incontrerà. Rosa, passando davanti alla villa dei Linares, nota un albero di susine e scavalca il cancello per prenderne qualcuna, ma viene scoperta da Riccardo, che però oltre a non chiamare la polizia la autorizza a prendere tutte le susine che vuole.
Rosa si innamora subito di Riccardo e lui decide di sposarla, provocando l'ira delle sue sorelle.
Il loro amore viene ostacolato dalle sorelle in collaborazione con Leonela e la governante Leopoldina. Ma ben presto Candida si rende conto di tutti gli errori commessi e decide di passare dalla parte di Rosa, così la sorella Dorina la fa rinchiudere in un manicomio facendola passare come pazza.
Rosa, scoprendo che in realtà Riccardo l'ha sposata solo per fare un dispetto alle sorelle, distrutta lascia casa Linares. Per mantenersi lavora con l'amica Belinda nel cabaret Mi Revancha dove conosce Zenaide e il giovane Ernesto Rojas, che si innamora di lei. Leggendo gli annunci su un giornale Rosa è oggetto di molestie e finisce in prigione, da dove esce per intervento di Riccardo. In seguito trova un lavoro più decoroso in un negozio di giocattoli Mama Bonita senza sospettare che la sua assunzione è frutto di un accordo di Riccardo con il proprietario Ángel de la Huerta. L'uomo di mezza età finisce anche lui per innamorarsi di Rosa.
Nel frattempo in casa Linares si consuma la tragedia di Candida. La donna rimane incinta dell'avvocato Federico Robles. Dorina, la cinica e spietata capofamiglia dei Linares, decisa a sposare l'avvocato, fa cadere dalle scale la sorella, provocando un malore e quindi un aborto. Candida comincia ad avere delle allucinazioni e Dorina, non senza macchinazioni, riesce a farla internare e a sposare Robles, il quale a sua insaputa continua a frequentare altre donne e a comportarsi come imperterrito dongiovanni.
Rosa scopre che in realtà lei è figlia di una ricca signora che era stata costretta ad abbandonarla alla nascita. Così madre e figlia si ritrovano e si riuniscono. La giovane ragazza scopre anche di essere incinta, non ne è molto felice perché è lontana da Riccardo per il quale prova un amore-odio.
Intanto le finanze dei Linares sono in netto peggioramento e arrivano alla bancarotta.
Rosa, divenuta una donna ricca, rileva l'azienda dei Linares. Dorina, saputo ciò, ordina a Lionella di investire Rosa davanti all'ospedale in cui doveva andare per un controllo. Dopo averla investita (lei e il bambino si salvano), Lionella finisce con la macchina in mezzo ai binari e viene investita da un treno non riuscendo ad aprire la portiera.
Saputo dell'investimento, Dorina decide di dare fuoco alla villa perché non vuole che Rosa ne diventi la nuova padrona, anche se in realtà Rosa vuole acquistare la villa e l'azienda per ridarli ai Linares. Mentre Dorina cerca di bruciare la villa, Leopoldina prova a fermarla gettandole in faccia dell'acido, ma il tentativo fallisce e la governante viene uccisa. Dorina viene fermata dalla polizia e viene rinchiusa in un manicomio criminale.
Rosa e Riccardo si rivedono e tra di loro rinasce l'amore, stavolta anche Riccardo è realmente innamorato di Rosa.

## Personaggi principali
Rosa García Montero de Linares: figlia di Paulette Montero, viene abbandonata da piccola perché i nonni la vogliono uccidere. Affidata a Tommasa, si innamora di Ricardo Linares che all'inizio la prende in giro.
Ricardo Linares: uomo ricco che inizialmente sposa Rosa per dispetto, ma poi si innamora di lei.

## Personaggi legati alla famiglia Linares
- Rosa García Montero de Linares (Verónica Castro): la "Selvaggia".
- Riccardo Linares (Guillermo Capetillo): marito di Rosa.
- Ruggero Linares (Guillermo Capetillo): fratello gemello di Riccardo Linares.
- Candida Linares (Liliana Abud): sorella di Riccardo Linares.
- Dorina Linares (Laura Zapata): sorella malvagia di Riccardo Linares.
- Lionella Villarreal (Edith González; Felicia Mercado): seconda moglie di Riccardo Linares.
- Leopoldina (Renata Flores): governante di Villa Linares.
- Sebastiano (Armando Calvo): giardiniere di Villa Linares.
- Vanessa de Reynoso (Liliana Weimer): cugina di Lionella, primo amore di Ruggero.
- Eduardo Reynoso (Servando Manzetti): marito di Vanessa. Dopo le nozze si dimostra accidioso e disattento alla moglie. Muore suicida.

## Personaggi legati al quartiere di Rosa
- Mamma Tommasa (Magda Guzman): madrina di Rosa.
- Belinda (Mariana Levy): amica di Rosa, secondo amore di Ruggero Linares.
- Caridad (Beatriz Ornella): vicina di casa di Rosa.
- Giustina (Bertha del Castillo): aiutante di Mamma Tommasa.
- Chala (Sebastian Garza): bambino del quartiere di Rosa.
- Filiberto (Alejandro Landero): amico di Rosa, autista dei Linares

## Personaggi legati alla famiglia Mendizabal
- Paulette Montero de Mendizabal (Irma Lozano): madre di Rosa.
- Siro Mendizabal (Gaston Tuset): marito di Paulette.
- Paolo Mendizabal (Alberto Mayagoitia): figlio di Siro, innamorato non corrisposto di Rosa.
- Tata Edvige (Gloria Morell): domestica di fiducia di Paulette.
- Rosanna de la Riva, vedova Montero (Raquel Parot) madre di Paulette.
- Martin (Gerardo Murguia): autista di Paulette.
- Dora (Carmen Rodríguez): cameriera di Paulette.

## Personaggi legati al locale notturno “Mi Revancha”
- Zenaide Moreno (Ninon Sevilla): Proprietaria del “Mi Revancha”.
- Muñeco (Armando Palomo): protetto di Zenaide.
- La Tequilera (Agripina Pérez): cliente del “Mi Revancha”, amica di Rosa.
- Ernesto Rojas (Jaime Garza): cliente del “Mi Revancha”, amico e innamorato non corrisposto di Rosa.
- Signora Rojas (Aurora Clavel): Madre di Ernesto.

## Personaggi legati al negozio di giocattoli "Mama Bonita"
- Ángel de la Huerta (Otto Sirgo): proprietario del negozio di giocattoli, innamorato non dichiarato di Rosa.
- Carlos Maurice (David Ostrosky): amministratore del negozio di giocattoli.
- Malena (Alejandra Maldonado): direttrice del negozio di giocattoli, detta “La sgrinfia”.
- America (Polly): commessa del negozio di giocattoli.
- Eulalia (Beatriz Moreno): commessa del negozio di giocattoli.
- Violetta (Roxana Saucedo): commessa del negozio di giocattoli.
- Amalia (Barbara Gil): governante della casa di Ángel de la Huerta.
- Raúl de la Huerta (Armando Franco): figlio di Ángel de la Huerta.
- Padre Manuel de la Huerta (Gustavo Rojo): fratello di Ángel de la Huerta.

## Personaggi legati all'Avvocato Robles
- Avvocato Federico Robles (Claudio Báez): amante di Candida, marito di Dorina.
- Silvia (Lei Quintana): segretaria dell'avvocato Robles.
- Irma Cervantes (Jacaranda Alfaro): amante dell'Avvocato Robles.
- Ramón Valádez (Rafael del Villar): sicario assoldato da Robles per eliminare Irma, affida a sua volta il compito a Muñeco.
- Dr. Torres (Jean Safont): dottore che ha in cura Irma.
- Olga (Alicia Osorio): amica di Irma.
- Miriam Acevedo (Maleni Morales): amante dell'Avvocato Robles.

## Riutilizzo di pubblicità
In Francia, alcune parti della serie (cinque episodi di 20 secondi ciascuno) sono state riutilizzate a fini pubblicitari dal marchio Sosh, sviluppato dalla compagnia telefonica Orange, per la sua campagna tariffaria di telefonia mobile "Forfait Passion" lanciata il 28 agosto 2016. Le cinque clip sono state ri-doppiate con testi parodici su Candida Linares e Frederico Robles, che sono stati rinominati "Barbara" e "Bradley" per l'occasione. Uno cerca disperatamente di convincere l'altro a passare a Sosh.